# Route 331 (Terre-Neuve-et-Labrador)
Pour les articles homonymes, voir Route 331.
La route 331 est une route tertiaire de la province de Terre-Neuve-et-Labrador, située dans le nord-est de l'île de Terre-Neuve. Elle est plus précisément située une soixantaine de kilomètres au nord de Gander. Elle est une route faiblement empruntée, reliant Gander Bay South à Boyd's Cove. Route alternative de la route 330, elle est nommée Gander Bay-Boyd's Cove Highway, mesure 28 kilomètres, et est une route asphaltée sur l'entièreté de son tracé.

## Tracé
L'extrémité nord-ouest de la 331 est située la route 340, au sud de Boyd's Cove. 14 kilomètres de Summerford. Elle se dirige vers l'est pendant 5 kilomètres contournant le First Pond (premier lac), puis elle croise la route 335 en direction de Farewell. La 331 adopte par la suite une orientation sud-est pour suivre la baie Gander pour 20 kilomètres traversant de nombreuses petites communautés le long de la baie. À Clarke's Head, elle bifurque vers l'est pour traverser une petite partie de la baie, puis pour se terminer de l'autre côté sur la route 330, au sud de Gander Bay, à Gander Bay South.

## Communautés traversées
- Boyd's Cove (partie sud)
- Rodgers Cove
- Victoria Cove
- Wings Point
- Clarke's Head
- Gander Bay South